# ماکی تاباتا
ماکی تاباتا (انگلیسی: Maki Tabata؛ زادهٔ ۹ نوامبر ۱۹۷۴) دوچرخه‌سوار اهل ژاپن است.